# Infraestrutura verde

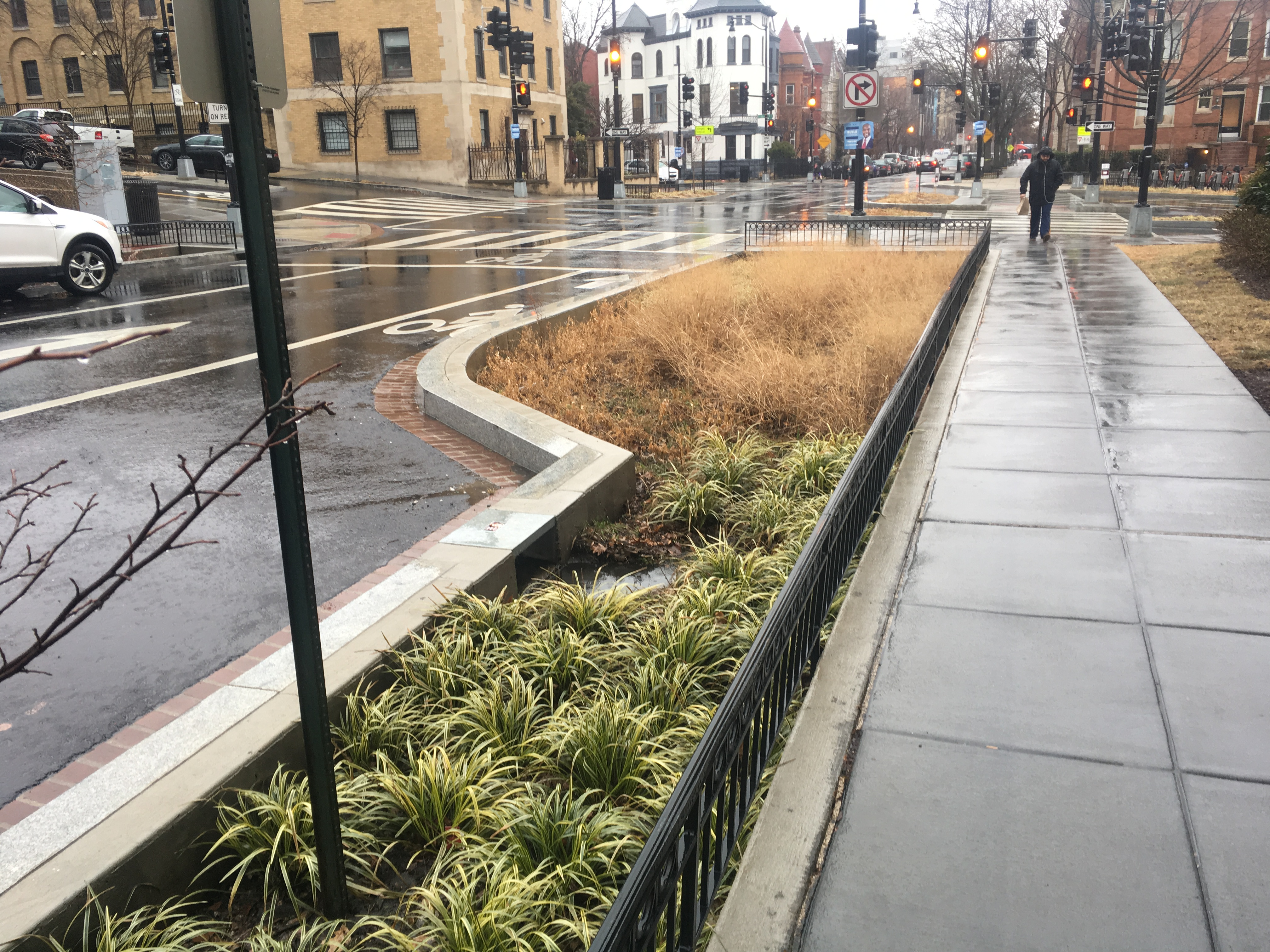
Escoamento da área circundante flui para uma biovaleta adjacente.

Infraestrutura verde refere-se a uma rede que fornece os “ingredientes” para enfrentar desafios urbanos e climáticos por meio da integração com a natureza. Seus principais componentes incluem gerenciamento de água pluvial, adaptação climática, redução do estresse térmico, aumento da biodiversidade, produção de alimentos, melhoria da qualidade do ar, produção de energia sustentável, água limpa e saúde do solo, além de funções mais centradas no ser humano, como o aumento da qualidade de vida por meio de recreação e oferta de sombra e abrigo em áreas urbanas.
A infraestrutura verde também fornece uma estrutura ecológica para a saúde social, econômica e ambiental do entorno. Recentemente, estudiosos e ativistas têm defendido uma infraestrutura verde que promova inclusão social e equidade, em vez de reforçar estruturas preexistentes de acesso desigual a serviços baseados na natureza.
A infraestrutura verde é considerada um subconjunto das "Infraestruturas Sustentáveis e Resilientes", definidas pelos "Padrões para Infraestrutura Sustentável e Resiliente". No entanto, a infraestrutura verde também pode se referir a "infraestrutura de baixo carbono", como sistemas de energia renovável e transporte público. A infraestrutura verde também pode ser um componente de sistemas de drenagem sustentável, projetados para gerenciar a quantidade e a qualidade da água, ao mesmo tempo em que proporcionam melhorias à biodiversidade e ao bem-estar.

## Introdução

### Infraestrutura verde

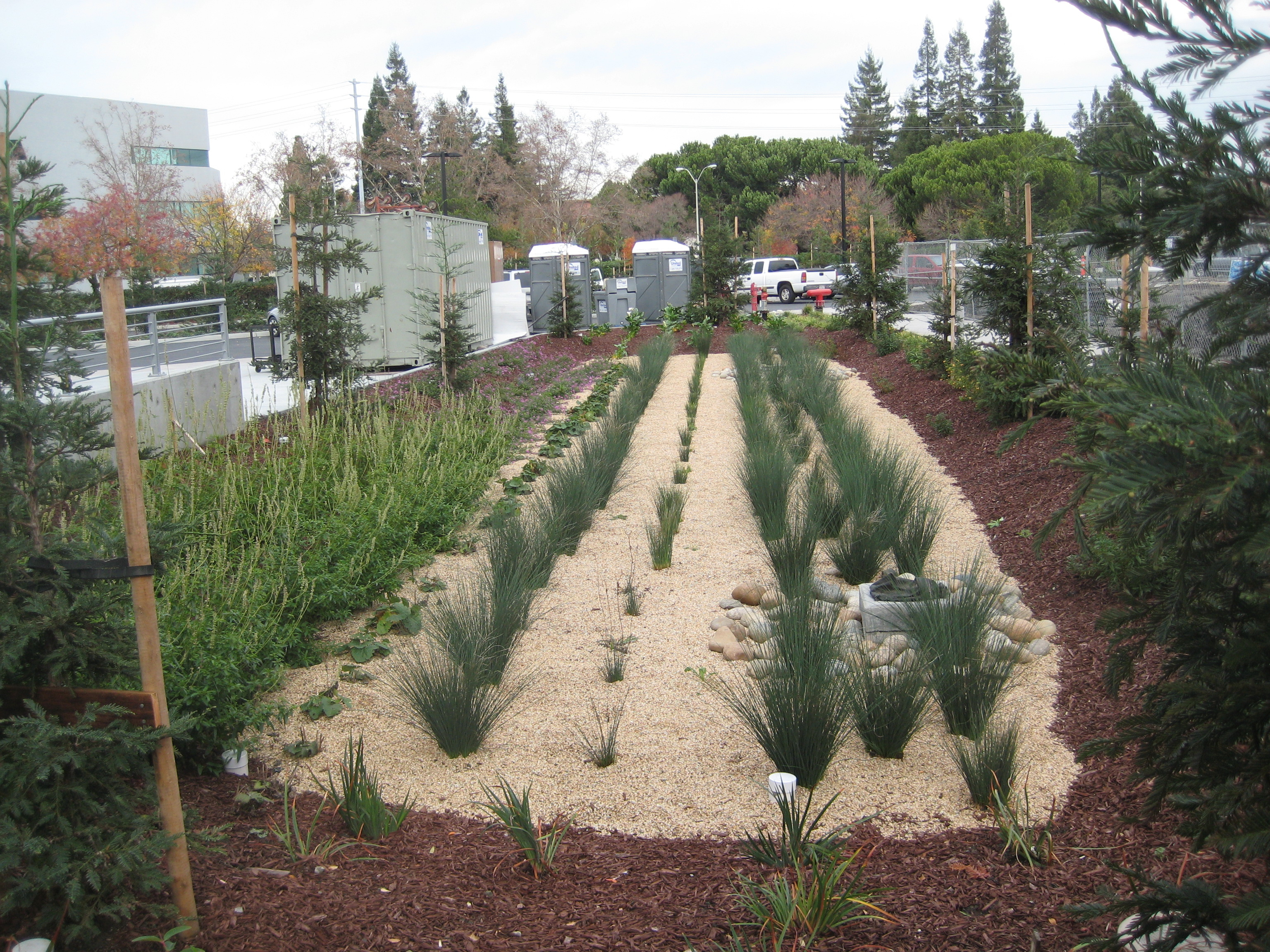
Exemplo de área de biotratamento para escoamento.

A natureza pode ser utilizada para fornecer serviços importantes às comunidades, protegendo-as contra inundações ou calor excessivo, ou melhorando a qualidade do ar, do solo e da água. Quando a natureza é aproveitada e utilizada como um sistema de infraestrutura, é chamada de “infraestrutura verde”.
Muitas dessas iniciativas tomam como modelo as pradarias, onde o solo absorvente previne o escoamento e a vegetação filtra poluentes. A infraestrutura verde pode ocorrer em todas as escalas, sendo frequentemente associada a sistemas de gerenciamento de água pluvial, que são inteligentes e econômicos. No entanto, a infraestrutura verde atua como um componente suplementar a outros conceitos relacionados, fornecendo, em última análise, uma estrutura ecológica para a saúde social, econômica e ambiental do entorno.

### Infraestrutura azul
A “infraestrutura azul” refere-se mais especificamente à infraestrutura urbana relacionada à água. É comumente associada à infraestrutura verde em ambientes urbanos e pode ser chamada de “infraestrutura azul-verde” quando considerada em conjunto. Rios, córregos, lagoas e lagos podem existir como características naturais nas cidades ou ser adicionados ao ambiente urbano como parte de seu projeto. Desenvolvimentos urbanos costeiros também podem utilizar características preexistentes da costa, especificamente empregadas em seu design. Portos, cais, píeres e outras extensões do ambiente urbano são frequentemente adicionados para capturar benefícios associados ao ambiente marinho. A infraestrutura azul pode suportar uma biodiversidade aquática única em áreas urbanas, incluindo insetos aquáticos, anfíbios, e aves aquáticas. Há também benefícios consideráveis para a saúde e o bem-estar das populações com acesso a espaços azuis no contexto urbano. Infraestruturas azuis acessíveis em áreas urbanas também são chamados de espaços azuis.

## Terminologia
Ideias para estruturas urbanas verdes começaram na década de 1870 com conceitos de agricultura urbana e hortas comunitárias. Terminologia alternativa inclui melhores práticas de gerenciamento de águas pluviais, controles de origem e práticas de desenvolvimento de baixo impacto (LID). A terminologia alternativa inclui práticas de melhor gestão de águas pluviais, controles de fontes e práticas de desenvolvimento de baixo impacto (DBI).
Os conceitos de infraestrutura verde surgiram em propostas de melhores práticas de gestão na década de 1980, com o objetivo de alcançar metas mais holísticas de gerenciamento de volume de escoamento, prevenção de erosão e recarga de aquíferos. Em 1987, emendas ao "Clean Water Act" dos EUA introduziram novas disposições para o gerenciamento de fontes poluidoras difusas de áreas urbanas, estabelecendo a necessidade de práticas que gerenciassem o escoamento "na origem". As regulamentações iniciais da Agência de Proteção Ambiental dos EUA (EPA) para sistemas municipais de esgotos pluviais separados foram publicadas em 1990, exigindo que para grandes sistemas de esgoto fossem desenvolvidos planos de prevenção de poluição por águas pluviais e implementassem "práticas de controle de origem". O manual da EPA de 1993, "Urban Runoff Pollution Prevention and Control Planning", identificou melhores práticas de gerenciamento a serem consideradas nesses planos, incluindo controles vegetativos, práticas de filtragem e práticas de infiltração (valas, pavimentos porosos). Regulamentações para municípios menores foram publicadas em 1999. Os sistemas municipais de esgotos pluviais separados dos EUA atendem mais de 80% da sua população e fornecem drenagem para 4% da área terrestre.
A infraestrutura verde é um conceito que destaca a importância do ambiente natural nas decisões sobre planejamento do uso do solo. No entanto, o termo não possui uma definição amplamente reconhecida. Também conhecida como “infraestrutura azul-verde”, ou “redes urbanas azul-verdes”, os termos são usados por várias disciplinas relacionadas ao design, conservação e planejamento, frequentemente envolvendo gerenciamento de águas pluviais, adaptação climática e espaços verdes multifuncionais. são termos são usados por muitas disciplinas relacionadas ao design, à conservação e ao planejamento, e comumente apresentam gerenciamento de águas pluviais, adaptação climática e espaço verde multifuncional. O termo “infraestrutura verde” é por vezes expandido para “infraestrutura verde multifuncional”. A multifuncionalidade nesse contexto refere-se à integração e interação de diferentes funções ou atividades em um mesmo terreno.
A EPA estendeu o conceito de “infraestrutura verde” para aplicação no gerenciamento de escoamento de águas pluviais em nível local, por meio do uso de sistemas naturais ou sistemas projetados que imitam sistemas naturais, para tratar o escoamento poluído. Esse uso do termo “infraestrutura verde” para referir-se a práticas de gerenciamento “verde” em áreas urbanas contribui para a saúde geral dos ecossistemas naturais, embora não seja central ao conceito mais amplo.
No entanto, é evidente que o termo “infraestrutura azul-verde” é aplicado em um contexto urbano e coloca maior ênfase no gerenciamento de águas pluviais como parte integrante da criação de um ambiente urbano sustentável e multifuncional. No nível de construção, o termo “arquitetura azul-verde” é usado, implementando os mesmos princípios em menor escala. O foco aqui está na ecologização de edifícios com gerenciamento de água a partir de recursos alternativos, como água cinza e água da chuva. No nível de construções, é usado o termo "arquitetura azul-verde", que implementa os mesmos princípios em uma escala menor. O foco aqui é a ecologização do edifício com o gerenciamento da água a partir de recursos hídricos alternativos, como água cinza e água da chuva.

## História
O termo infraestrutura verde não apareceu até o início da década de 1990, embora suas ideias tenham sido usadas muito antes. O primeiro uso registrado do termo foi em um relatório de 1994 de Buddy MacKay, presidente da Comissão de Corredores Verdes da Flórida, ao governador Lawton Chiles sobre um projeto de infraestrutura iniciado em 1991: o Projeto de Corredores Verdes da Flórida. MacKay afirmou: “Assim como planejamos cuidadosamente a infraestrutura de que nossas comunidades precisam para sustentar as pessoas que vivem lá — as estradas, água e eletricidade — também devemos começar a planejar e gerenciar a infraestrutura verde da Flórida”.

### China Antiga
Os jardins literários chineses são um exemplo de gramados sustentáveis que exibiam beleza natural em áreas suburbanas. Esses jardins, datados da Dinastia Shang (1600–1046 a.C.), foram projetados para permitir que espécies de plantas nativas prosperassem em suas condições naturais, aparentemente intocadas por humanos, criando refúgios ecológicos dentro da cidade.

### Século VIII a.C. - Século I a.C.
A Grécia foi uma das primeiras a adotar o conceito de infraestrutura verde com a invenção da ágora grega. As ágoras eram espaços de encontro construídos para conversas sociais, permitindo que os gregos interagissem em público. Muitas foram construídas na Grécia, e algumas incorporaram a natureza como elemento de design, dando espaço à natureza entre o público.

### Séculos V a XV
Um habitat urbano comum, o gramado, consiste em grama curta e, às vezes, plantas herbáceas. Embora os gramados artificiais modernos tenham sido associados a impactos ambientais negativos, os gramados do passado eram mais sustentáveis, promovendo biodiversidade e o crescimento de plantas nativas. Esses gramados históricos estão influenciando o design de gramados hoje para criar “gramados alternativos” mais sustentáveis.
Na Europa medieval, gramados ricos em flores e plantas herbáceas, conhecidos como “prados floridos”, eram um bom exemplo de gramado mais sustentável. Desde então, essa ideia tem sido usada. Na era eduardiana, os gramados cheios de tomilho, cujas flores atraíam insetos e polinizadores, criavam biodiversidade. Uma versão do século XX desse gramado, o “prado esmaltado”, foi usada na Inglaterra e tem a finalidade tanto estética quanto de gestão de águas pluviais.
Durante o auge do Renascimento, áreas públicas tornaram-se mais comuns em novas cidades e infraestruturas. Essas áreas eram cuidadosamente selecionadas e muitas vezes eram parques e jardins urbanos para o público conversar e relaxar. Além de usos sociais, os parques e jardins urbanos eram usados para melhorar a estética do ambiente urbano em que estavam presentes. Os espaços urbanos também tinham usos ambientais, como a introdução de ar fresco e a redução do aquecimento urbano. Além dos usos sociais, os parques e jardins urbanos eram usados para melhorar a estética do ambiente urbano em que estavam presentes. Os espaços urbanos tinham usos ambientais para a implementação de ar fresco e redução do aquecimento urbano.

### Séculos XVII e XVIII
A infraestrutura verde pode ser rastreada até o século XVII na sociedade europeia, começando na França. A França usava a presença da natureza para fornecer organização social e espacial às suas cidades. Inicialmente, a natureza nas cidades era usada para fornecer áreas sociais para interação, e plantas eram cultivadas nesses espaços para fornecer alimentos próximos aos habitantes. Nesse período, grandes espaços abertos eram usados para proporcionar um ambiente calmo que poderia oferecer “locais de poder com locais de santidade” em toda a França. Nesse período, grandes espaços abertos foram usados para proporcionar um ambiente calmo que poderia juntar "locais de poder com locais de santidade" em toda a França. Esses locais foram usados pelas elites francesas para trazer a beleza das casas rurais para suas novas casas urbanas em uma demonstração de poder e exibição elaborada de riqueza. Os franceses implementaram muitos tipos diferentes de infraestrutura ao longo do século XVII que envolviam a incorporação da natureza de alguma forma.
Outro exemplo seria o uso de calçadões que eram usados pelas elites francesas para fugir das condições de vida insalubres das cidades e evitar as áreas públicas imundas disponíveis para as pessoas comuns. Essas áreas eram jardins exuberantes com uma grande variedade de vegetação e folhagem que mantinham o ar limpo para os ricos e permitiam que eles relaxassem longe dos membros mais pobres da sociedade francesa. Mais uma vez, Mathis continua afirmando: "Os primeiros calçadões foram estabelecidos na capital por instigação de Maria de Médici: o Mail de l'Arsenal (1604) e, acima de tudo, o Allée du Cours-la-Reine (1616), com 1.300 metros de comprimento e ladeado por olmos, correndo ao longo do Sena, do Jardim das Tulherias até o terreno elevado de Chaillot", estabelecendo o uso da natureza como símbolo de poder e realização entre a realeza francesa e as pessoas comuns da época.
Manter e tornar as cidades verdes estavam na vanguarda para os planejadores urbanos na França. Eles frequentemente incorporavam elementos de design que misturavam urbanismo e natureza, formando uma relação que mostrava como os franceses cresciam ao lado da natureza e muitas vezes a tornavam um aspecto chave de sua expansão. Na França do século XVIII, os cidadãos podiam solicitar a destruição das muralhas antigas e desgastadas da cidade para abrir espaço para novos jardins, locais com vegetação e passarelas verdes. Isso abriu novas áreas para a paisagem da cidade e incorporou vegetação nas novas áreas onde as muralhas foram derrubadas. Junto com isso, a prefeitura e o centro da cidade foram elaboradamente decorados com diferentes tipos de vegetação e árvores, especialmente espécies raras e exclusivas que haviam sido trazidas de outros países. Mathis afirma ainda: "Um jardim em estilo francês está ligado à prefeitura para tornar a vista mais sublime", mostrando o uso da folhagem como uma forma de impressionar e embelezar as cidades francesas.

### Século XIX
Em 1847, um discurso de George Perkins Marsh chamou a atenção para os impactos humanos negativos, como o desmatamento. Marsh mais tarde escreveu Man and Nature em 1864, baseado em sua ideia de conservação de florestas. Na mesma época, o livro de Henry David Thoreau, Walden, publicado em 1854, discutiu a preservação da natureza e aplicou essas ideias ao planejamento urbano, dizendo: “Acho que toda cidade deveria ter um parque”, e destacou a “importância de preservar algumas porções da natureza intactas”. Frederick Law Olmsted, um arquiteto paisagista, concordou com essas ideias e planejou muitos parques, áreas de terras preservadas e estradas cênicas, e em 1887, o Colar de Esmeralda [en] de Boston. O Colar de Esmeralda é um sistema de parques públicos conectados por alamedas que serve como lar para uma fauna diversificada e proporciona benefícios ambientais, como proteção contra inundações e armazenamento de água.
Na Europa, Ebenezer Howard liderou o movimento das cidades-jardim para equilibrar o desenvolvimento com a natureza. Ele planejou cintos verdes agrícolas e amplas alamedas radiantes cercadas por árvores e arbustos para Vitória, Inglaterra. Um dos conceitos de Howard era o “casamento entre cidade e campo” para promover relações sustentáveis entre a sociedade humana e a natureza por meio do planejamento de cidades-jardim.
O governo dos Estados Unidos se envolveu mais com a conservação e preservação de terras no final dos anos 1800. Isso foi visto na legislação de 1864 para preservar o Vale de Yosemite como um parque público da Califórnia, e, oito anos depois, no primeiro parque nacional dos Estados Unidos.

### Século XX
Muitos líderes industriais do século XIX tinham o objetivo de aumentar a qualidade de vida dos trabalhadores por meio de saneamento e atividades ao ar livre, que, por sua vez, aumentariam a produtividade da força de trabalho. Essas ideias continuaram no século XX, quando os esforços em infraestrutura verde foram vistos em parques industriais, paisagismo integrado e jardins suburbanos.
A empresa de mineração "Anaconda Copper Mining Company" foi responsável por danos ambientais em Montana, mas uma refinaria em Great Falls reconheceu esse impacto e usou a terra circundante para criar um espaço aberto verde que também era usado para recreação. Esse refúgio natural incluía um campo de golfe, canteiros de flores, áreas de piquenique, um lago de lírios e caminhos para pedestres.

## O Papel da Água: Espaços Azuis e Infraestrutura Aquática

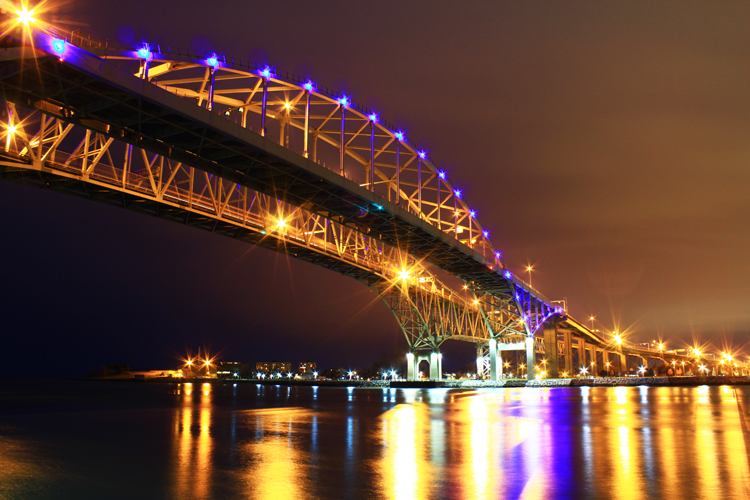
Ponte da Amizade Azul à noite

A proximidade e o acesso à água têm sido fatores-chave na ocupação humana ao longo da história. A água, junto com os espaços ao seu redor, cria um potencial para transporte, comércio e geração de energia. Também fornece à população humana recursos como recreação e turismo, além de água potável e alimentos. Muitas das maiores cidades do mundo estão localizadas perto de fontes de água, e redes de “infraestrutura azul” urbana, como canais, portos e similares, foram construídas para capturar os benefícios e minimizar os riscos.
Globalmente, as cidades enfrentam incertezas severas relacionadas à água, como inundações, secas e atividades a montante em rios transfronteiriços. A crescente pressão, intensidade e velocidade da urbanização levaram ao desaparecimento de qualquer forma visível de infraestrutura de água na maioria das cidades. As populações costeiras urbanas estão crescendo, e muitas cidades passaram por uma extensa transformação pós-industrial de canais, margens de rios, docas, etc., após mudanças nos padrões globais de comércio. As potenciais implicações dessa regeneração à beira-mar em termos de saúde pública foram investigadas cientificamente apenas recentemente. Uma revisão sistemática realizada em 2017 encontrou evidências consistentes de associações positivas entre a exposição de pessoas a espaços aquáticos e a saúde mental e atividade física. Uma revisão sistemática realizada em 2017 encontrou evidências consistentes de associações positivas entre a exposição das pessoas ao espaço azul e a saúde mental e a atividade física.
Um quinto da população mundial, 1,2 bilhão de pessoas, vive em áreas de escassez de água. Mudanças climáticas e desastres relacionados à água colocarão demandas crescentes nos sistemas urbanos e resultarão em aumento da migração para áreas urbanas. As cidades requerem uma grande entrada de água doce e, por sua vez, têm um enorme impacto nos sistemas de água doce. O uso de água urbana e industrial deve dobrar até 2050.
Em 2010, as Nações Unidas declararam que o acesso à água limpa e ao saneamento é um direito humano. Novas soluções para melhorar a sustentabilidade das cidades estão sendo exploradas. Um bom gerenciamento de água urbana é complexo e requer não apenas infraestrutura de água e esgoto, mas também controle de poluição e prevenção de inundações. Exige coordenação entre muitos setores, e entre diferentes autoridades locais, e mudanças na governança, que levem a um uso mais sustentável e equitativo dos recursos hídricos urbanos.

## Tipos de Infraestrutura Verde

### Florestas urbanas
As florestas urbanas são florestas localizadas em cidades. Elas são um componente importante dos sistemas de infraestrutura verde urbana. As florestas urbanas utilizam espécies de árvores e vegetação apropriadas, em vez de espécies nocivas e invasivas, o que reduz a necessidade de manutenção e irrigação. Além disso, espécies nativas também proporcionam valor estético enquanto reduzem custos. A diversidade de espécies vegetais também deve ser considerada no design de florestas urbanas para evitar monoculturas; isso torna as florestas urbanas mais duráveis e resilientes a pragas e outros danos.
Benefícios
- Uso de energia: Segundo um estudo conduzido pelo "Lawrence Berkeley National Laboratory" e pelo "Sacramento Municipal Utility District", foi constatado que árvores de sombra estrategicamente localizadas ao redor de casas podem proporcionar até 47% de economia de energia para aquecimento e resfriamento.[55]
- Mitigação das ilhas de calor urbanas: A temperatura máxima do ar para bosques de árvores foi encontrada como sendo mais baixa do que a de áreas abertas sem árvores.[55] Isso ocorre pelos principais processos de resfriamento evaporativo pela transpiração, interceptação de radiação pelo efeito de sombreamento das copas e aumento da rugosidade da superfície urbana para melhorar sua eficiência de resfriamento convectivo.[12]
- Gerenciamento de água: As florestas urbanas ajudam no gerenciamento de água da cidade ao desviar a água pluvial dos canais de água. As árvores interceptam uma grande quantidade de chuva que as atinge.[55]
- Valores de propriedade: Em resposta à demanda flutuante de residentes que desejam mais áreas verdes urbanas, o aumento da vegetação, como a cobertura de árvores em áreas urbanas, pode resultar em um aumento no valor dos imóveis nas áreas circundantes.[56]
- Saúde pública: A vegetação urbana também pode melhorar a saúde mental e o bem-estar.[55][57] A criação de florestas urbanas afeta a saúde pública de várias maneiras. As ilhas de calor urbanas são criadas pela condensação de calor devido aos materiais e infraestruturas usados em áreas metropolitanas, o que pode impactar negativamente a saúde humana. As florestas urbanas fornecem estruturas de sombreamento natural a uma fração do custo das estruturas artificiais e contrabalançam os impactos negativos à saúde do aumento das temperaturas globais.[58] Além de contrabalançar os impactos negativos da infraestrutura feita pelo homem, a infraestrutura verde tem o potencial de melhorar os ecossistemas existentes e torná-los mais estáveis, como historicamente foi feito na agricultura tradicional japonesa.[59]

A infraestrutura verde em uma área urbanizada pode ajudar a restaurar e aumentar a resiliência de um ecossistema a perturbações naturais e desastres que interrompem a vida dos residentes. Construir novas florestas urbanas em uma área metropolitana existente cria novos empregos que não requerem alto nível de educação, o que pode diminuir o desemprego na classe trabalhadora, beneficiando a sociedade. Além disso, a infraestrutura verde ajuda os estados a implementar os princípios da Declaração do Rio sobre Meio Ambiente e Desenvolvimento de 1992, projetada para aliviar as consequências sociais e econômicas da degradação ambiental.

### Áreas úmidas construídas
As áreas úmidas construídas, também conhecidas como "sistemas de Wetlands", são áreas úmidas artificiais que funcionam como um sistema de biofiltração. Elas contêm vegetação de áreas úmidas e são geralmente construídas em terras altas e planícies de inundação. As áreas úmidas construídas são projetadas dessa maneira para evitar conexão ou danos a áreas úmidas naturais e outros recursos aquáticos. Existem duas categorias principais de áreas úmidas construídas: sistema de fluxo subsuperficial e sistema de superfície livre de água. Um planejamento e operação adequados podem ajudar a evitar possíveis danos às áreas úmidas, causados pela alteração da hidrologia natural e introdução de espécies invasoras.
Benefícios
- Eficiência hídrica: As áreas úmidas construídas tentam replicar os ecossistemas de áreas úmidas naturais. Elas são construídas para melhorar a eficiência e a qualidade da água. Também criam habitats para a fauna utilizando processos naturais de plantas, solos e microrganismos associados. Nesse tipo de áreas úmidas, a vegetação pode reter partes de sólidos suspensos e reduzir o fluxo de água; os microrganismos que vivem lá processam alguns outros poluentes.[63]
- Custo-benefício: As áreas úmidas têm baixos custos de operação e manutenção. Elas também podem ajudar com os níveis flutuantes de água. Esteticamente, as áreas úmidas construídas podem adicionar vegetação ao seu ambiente circundante. Também ajudam a reduzir odores desagradáveis de águas residuais.[63][64]

### Telhados verdes e azuis
Os telhados verdes melhoram a qualidade do ar e da água enquanto reduzem os custos de energia. A implementação de telhados verdes em algumas regiões foi correlacionada com o aumento do albedo, proporcionando temperaturas ligeiramente mais frias e, assim, menor consumo de energia. As plantas e o solo fornecem mais espaço verde e isolamento nos telhados. Os telhados verdes e azuis também ajudam a reduzir o escoamento urbano ao reter a água da chuva, fornecendo uma solução potencial para o gerenciamento de águas pluviais em áreas urbanas altamente concentradas. O benefício social dos telhados verdes é a agricultura em telhados para os residentes.
Os telhados verdes também sequestram chuva e poluição por carbono. De 40 a 80 por cento do volume total de chuva que cai nos telhados verdes pode ser reservado. A água liberada dos telhados flui em um ritmo lento, reduzindo a quantidade de escoamento que entra na bacia hidrográfica de uma só vez.
Os telhados azuis [en], não sendo tecnicamente infraestrutura verde, coletam e armazenam chuva, reduzindo o influxo de água de escoamento nos sistemas de esgoto. Os telhados azuis usam lagoas ou bacias de detenção para coletar a chuva antes que ela seja drenada para cursos d'água e esgotos a uma taxa controlada. Além de economizar energia ao reduzir os gastos com refrigeração, os telhados azuis reduzem o efeito de ilha de calor urbana quando combinados com materiais de cobertura reflexivos.

### Jardins de chuva
Os jardins de chuva são uma forma de gerenciamento de águas pluviais usando a captura de água. Os jardins de chuva são áreas deprimidas rasas na paisagem, plantadas com arbustos e plantas que são usadas para coletar água da chuva de telhados ou pavimentos e permitem que a água pluvial se infiltre lentamente no solo.

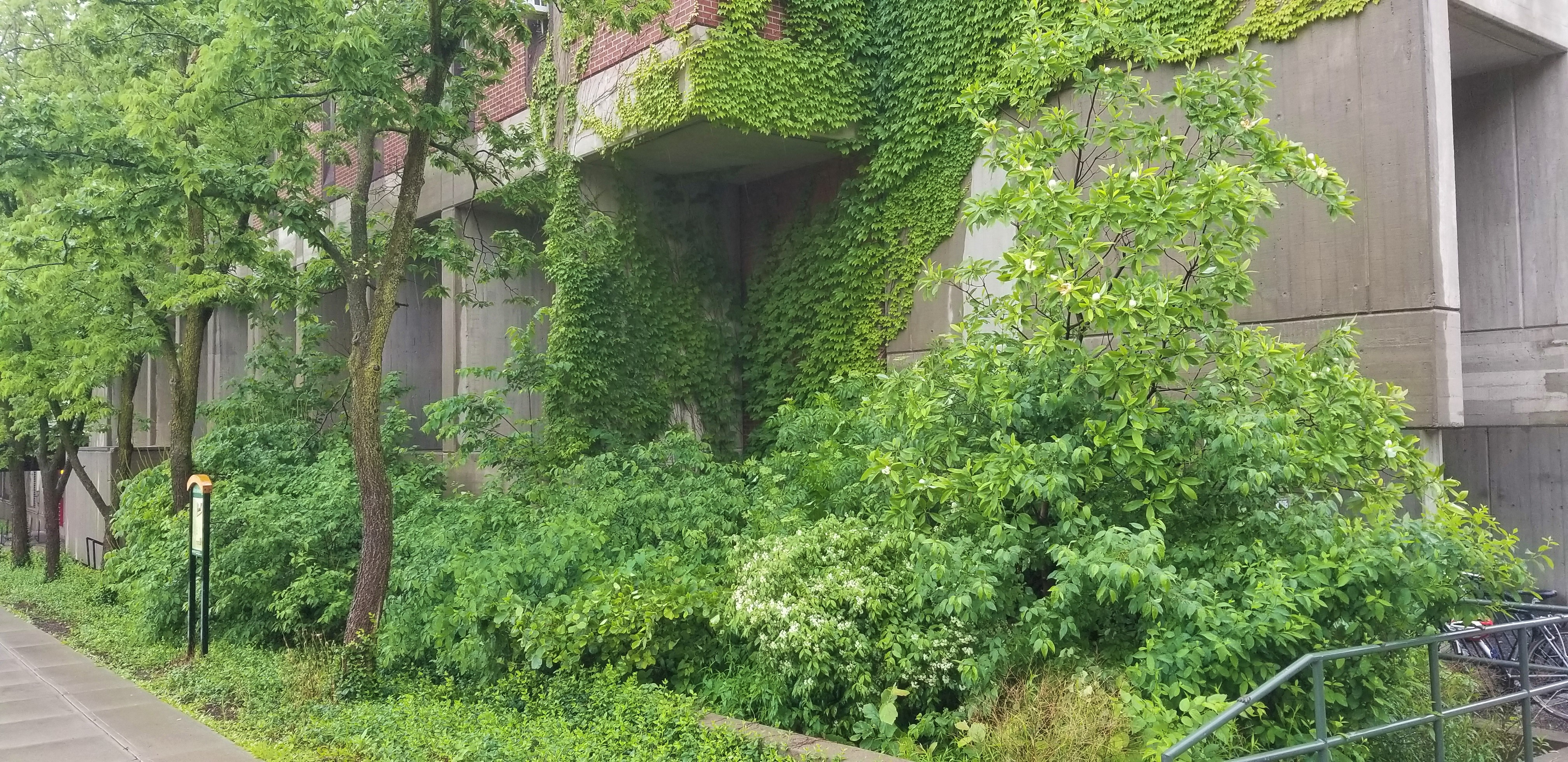
Um jardim de chuva em Syracuse, Nova York. A chuva coletada cai do telhado e é absorvida pelo solo, permitindo a nutrição da vegetação ao lado do prédio. Este jardim de chuva específico reduz a quantidade de escoamento para as ruas e áreas circundantes.

A simples grama de gramado onipresente não é uma solução para controlar o escoamento da água, então uma alternativa é necessária para reduzir o escoamento urbano e suburbano de primeira descarga (altamente tóxico) e para desacelerar a água para infiltração. Em aplicações residenciais, o escoamento de água pode ser reduzido em 30% com o uso de jardins de chuva no quintal do proprietário. Um tamanho mínimo de 150 pés quadrados até uma faixa de 300 pés quadrados é o tamanho usual considerado para uma residência de propriedade privada. O custo por pé quadrado é cerca de US$ 5 a US$ 25, dependendo do tipo de plantas usadas e da inclinação da propriedade. Árvores nativas, arbustos e perenes herbáceos das zonas de áreas úmidas e ribeirinhas são os mais úteis para a desintoxicação do escoamento.

### Bacias de águas pluviais
As bacias de águas pluviais coletam água da chuva em depressões vegetadas para reduzir as cargas de escoamento para os esgotos, diminuir a erosão, filtrar a água da chuva e prevenir inundações. Projetos mais recentes incorporam vegetação mais robusta em vez de gramíneas cortadas para oferecer uma solução mais sustentável com vantagens distintas. Esses projetos mais novos, frequentemente chamados de bacias de biorretenção, são especialmente eficazes na redução de orgânicos e poluentes e na absorção de sedimentos. As bacias de águas pluviais são um componente importante do conceito de cidade esponja para o gerenciamento de inundações.

### Desconexão de calhas
A desconexão de calhas é uma forma de infraestrutura verde que separa as calhas de telhado do sistema de esgoto e redireciona o escoamento de água do telhado para superfícies permeáveis. Pode ser usada para armazenar água pluvial ou permitir que a água penetre no solo. A desconexão de calhas é especialmente benéfica em cidades com sistemas de esgoto combinados. Com altos volumes de chuva, as calhas em edifícios podem enviar até 12 galões de água por minuto para o sistema de esgoto, aumentando o risco de refluxos em porões e transbordo de esgoto. Em tentativas de reduzir a quantidade de água da chuva que entra nos sistemas de esgoto combinados, agências como o "Milwaukee Metropolitan Sewerage District" alteraram regulamentos que exigem a desconexão de calhas em áreas residenciais.

### Biovaletas
As biovaletas são sistemas de desvio de escoamento de águas pluviais que oferecem uma alternativa aos tradicionais drenos para a água da chuva. Assim como os jardins de chuva, as biovaletas são canais vegetados comumente colocados em espaços longos e estreitos em áreas urbanas. Eles absorvem fluxos ou transportam o escoamento de águas pluviais de chuvas intensas para canais de esgoto ou diretamente para águas superficiais. As biovaletas vegetadas infiltram-se, desaceleram e filtram os fluxos de água pluvial, sendo mais benéficas ao longo de ruas e estacionamentos.

### Becos verdes
O fundo "The Trust for Public Land" está trabalhando em parceria com a Agência de Reabilitação Comunitária da Cidade de Los Angeles, o Bureau de Saneamento, o Centro para Cidades Sustentáveis da Universidade do Sul da Califórnia e a "Jefferson High School" para converter as 900 milhas de becos existentes na cidade em becos verdes. O conceito é reprojetar os becos existentes para refletir mais luz, a fim de mitigar o efeito de ilha de calor, capturar água pluvial e tornar o espaço belo e utilizável pelas comunidades vizinhas. O primeiro beco, concluído em 2015, economizou mais de 750.000 galões em seu primeiro ano. Os becos verdes proporcionarão espaço aberto além desses benefícios ecológicos, transformando espaços que costumavam ser inseguros ou usados para despejo em áreas de lazer e corredores para caminhadas/bicicletas.

### Pátios escolares verdes
O fundo "The Trust for Public Land" completou 183 pátios escolares verdes nos cinco bairros de Nova York. Os pátios escolares de asfalto existentes são convertidos em um lugar mais vibrante e empolgante, enquanto também incorporam infraestrutura para capturar e armazenar água da chuva: jardim de chuva, barril de chuva, bosques de árvores com pavimentos permeáveis, e um campo artificial com base de turfa. As crianças participam do processo de design, o que confere um senso de propriedade e incentiva as crianças a cuidarem melhor do seu pátio escolar. O sucesso em Nova York permitiu que outras cidades, como Filadélfia e Oakland, também convertessem para pátios escolares verdes.

### Desenvolvimento de baixo impacto (DBI)
O desenvolvimento de baixo impacto (também referido como infraestrutura verde de águas pluviais) são sistemas e práticas que usam ou imitam processos naturais que resultam na infiltração, evapotranspiração ou uso de águas pluviais para proteger a qualidade da água e os habitats aquáticos associados. As práticas de DBI visam preservar, restaurar e criar espaços verdes usando solos, vegetação e técnicas de captação de água da chuva. É uma abordagem para o desenvolvimento de terras (ou redesenvolvimento) que trabalha com a natureza para gerenciar a água pluvial o mais próximo possível de sua fonte. Muitas ferramentas de desenvolvimento de baixo impacto integram vegetação ou o solo existente para reduzir o escoamento e permitir que a chuva entre no ciclo natural da água.

## Abordagem de planejamento
A abordagem de "Infraestrutura Verde" analisa o ambiente natural de uma maneira que destaca sua função e, subsequentemente, busca estabelecer, por meio de regulamentação ou política de planejamento, mecanismos que salvaguardem áreas naturais críticas. Onde as funções de suporte à vida são encontradas como insuficientes, os planos podem propor como essas podem ser implementadas por meio de paisagismo e/ou melhorias da engenharia ambiental.

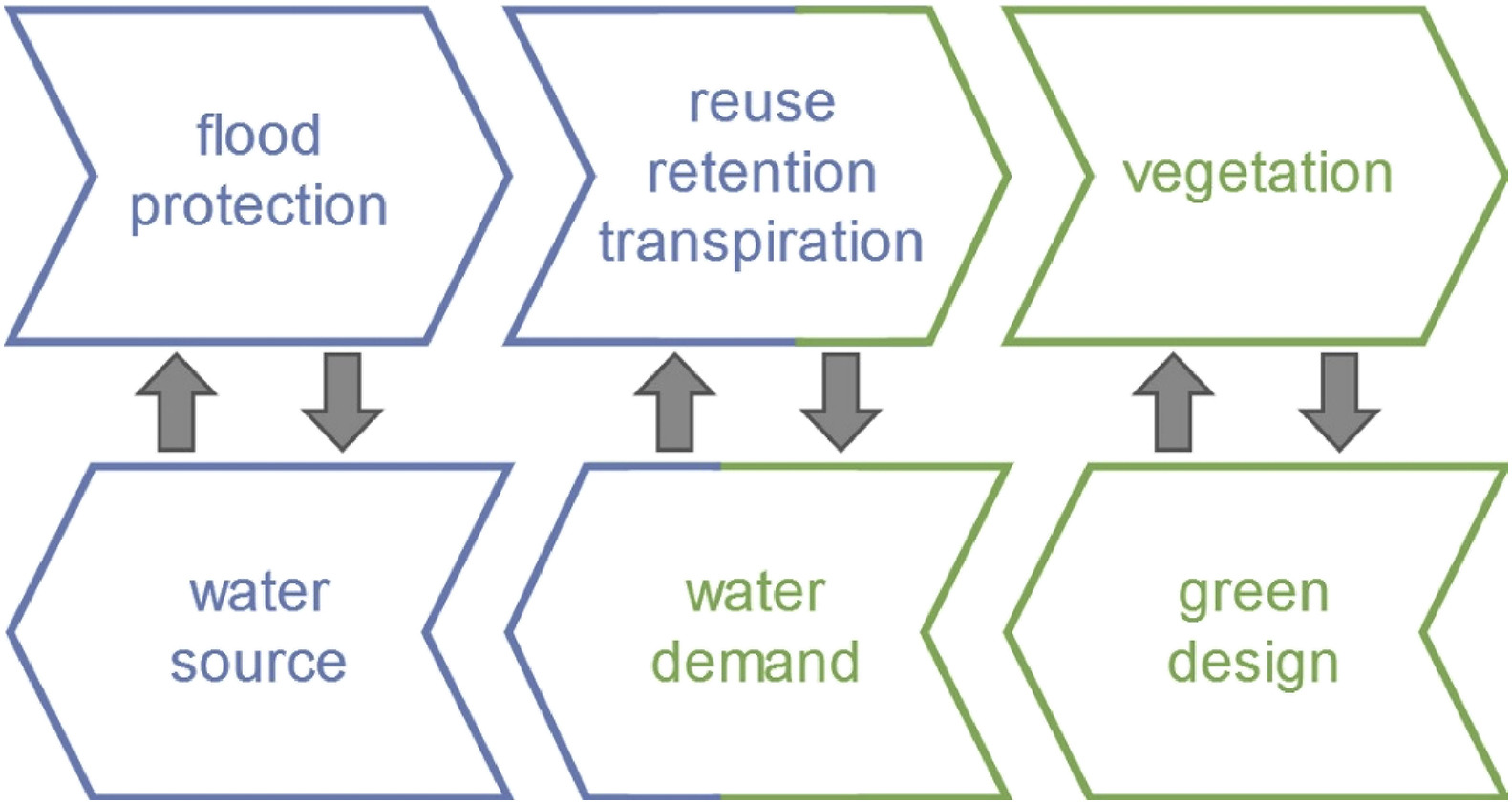
Abordagem de planejamento da infraestrutura azul-verde.

No contexto urbano, isso pode ser aplicado à reintrodução de cursos d'água naturais e tornar uma cidade autossustentável, particularmente em relação à água, por exemplo, para captar água localmente, reciclá-la, reutilizá-la e integrar o gerenciamento de águas pluviais na infraestrutura cotidiana.
A multifuncionalidade dessa abordagem é chave para o uso eficiente e sustentável da terra, especialmente em um país compacto e movimentado como a Inglaterra, onde as pressões sobre a terra são particularmente agudas. Um exemplo pode ser uma planície de inundação de rio na borda urbana que serve como repositório para águas de inundação, atua como uma reserva natural, fornece um espaço aberto verde recreativo e também pode ser produtivamente cultivada (provavelmente por meio de pastagem). Há evidências crescentes de que o ambiente natural também tem um efeito positivo na saúde humana.

### Reino Unido
No Reino Unido, o planejamento de infraestrutura verde é cada vez mais reconhecido como uma abordagem valiosa para o planejamento espacial e agora está presente em documentos e políticas de planejamento em níveis nacional, planejamento regional e planejamento urbano, por exemplo, na área de crescimento de Milton Keynes e South Midlands.
Em 2009, a orientação sobre planejamento de infraestrutura verde foi publicada pela "Natural England". Essa orientação promove a importância da infraestrutura verde na 'criação de lugares', ou seja, no reconhecimento e manutenção do caráter de uma localização específica, especialmente onde novos desenvolvimentos são planejados.
No Noroeste da Inglaterra, a antiga estratégia espacial regional tinha uma política específica de infraestrutura verde (EM3 – Infraestrutura Verde) bem como outras referências ao conceito em outras políticas de desenvolvimento de uso do solo. A política era apoiada pelo "North West Green Infrastructure Guide". O "Green Infrastructure Think Tank" (GrITT) oferece suporte ao desenvolvimento de políticas na região e gerencia o site que funciona como um repositório de informações sobre infraestrutura verde.
O programa "Natural Economy Northwest" apoiou vários projetos, encomendados pela "Mersey Forest" para desenvolver a base de evidências para a infraestrutura verde na região. Em particular, foi realizado um trabalho para analisar o valor econômico da infraestrutura verde, a ligação entre a infraestrutura cinza e a verde e também para identificar áreas em que a infraestrutura verde pode desempenhar um papel fundamental para ajudar a superar problemas como os riscos de inundação ou a má qualidade do ar.
Em março de 2011, foi lançado um protótipo do "Green Infrastructure Valuation Toolkit". Esse protótipo  está disponível sob uma licença e oferece uma série de ferramentas que fornecem avaliação econômica de intervenções de infraestrutura verde. O kit de ferramentas foi testado em diversas áreas e estratégias, incluindo a Estratégia de Infraestrutura Verde de Liverpool.
Em 2012, a "Greater London Authority" publicou o "All London Green Grid Supplementary Planning Guidance" (ALGG SPG), que propõe uma rede integrada de espaços verdes e abertos, juntamente com a "Blue Ribbon Network" de rios e cursos d'água. O ALGG SPG tem como objetivo promover o conceito de infraestrutura verde e aumentar a sua oferta por bairros, incorporadores e comunidades, para beneficiar áreas como viagens sustentáveis, gestão de inundações, vida saudável e o aumento econômico e social que elas apoiam.
A infraestrutura verde está sendo promovida como uma resposta eficaz e eficiente às mudanças climáticas projetadas. A infraestrutura verde pode incluir objetivos de geodiversidade.

### Estados Unidos

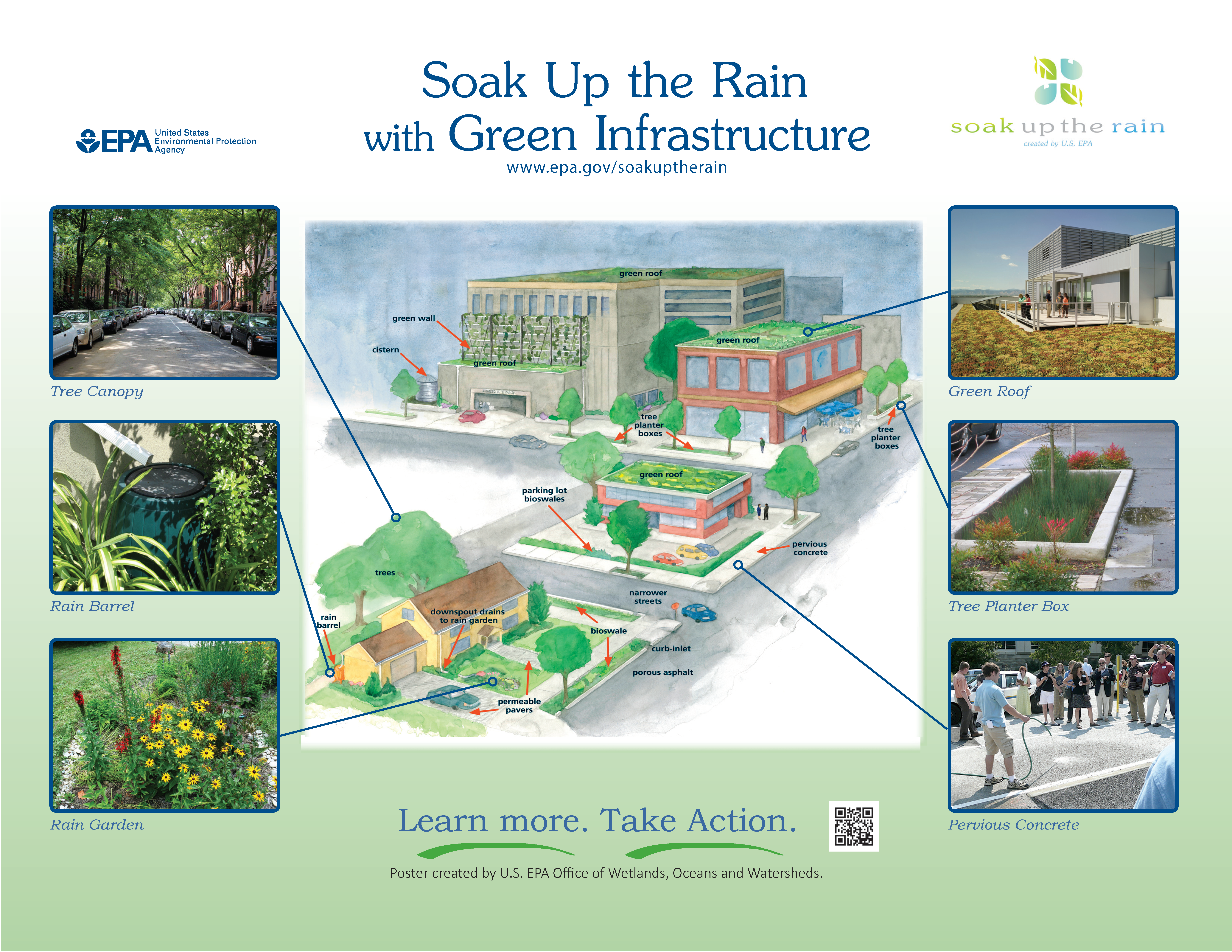
Pôster da Agência de Proteção Ambiental dos EUA ilustrando práticas de infraestrutura verde.

Os programas de infraestrutura verde gerenciados pela Agência de Proteção Ambiental dos EUA (EPA) e por organizações parceiras têm o objetivo de melhorar a qualidade da água em geral por meio de um gerenciamento mais abrangente do escoamento de águas pluviais. Espera-se que as práticas reduzam o estresse sobre a infraestrutura tradicional de drenagem de água - esgotos pluviais e esgotos combinados - que normalmente são extensas redes de tubulações subterrâneas e/ou canais de água de superfície nas cidades, vilas e áreas suburbanas dos EUA. Espera-se que o aprimoramento do gerenciamento de águas pluviais reduza a frequência de transbordamentos de esgotos combinados e transbordamentos de esgotos sanitários, reduza os impactos das inundações urbanas e proporcione outros benefícios ambientais.

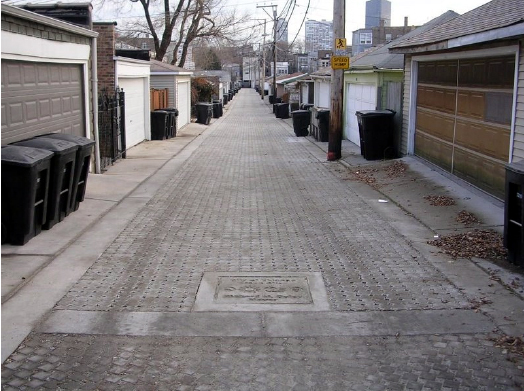
Viela reformada com pavimentação permeável localizada em Chicago, Illinois.

Embora a infraestrutura verde ainda não tenha se tornado uma prática dominante, muitas cidades dos EUA iniciaram sua implementação para atender aos requisitos de uma licença (MS4) necessária. As cidades fazem isso por meio da criação de programas de incentivo à infraestrutura verde e ao paisagismo, que são projetados para incentivar renovações ou a adoção de novos projetos em propriedades privadas. Há aproximadamente 555 programas de incentivo nos Estados Unidos. Por exemplo, a cidade da Filadélfia instalou ou apoiou uma variedade de projetos de modernização em bairros de toda a cidade. As melhorias instaladas incluem:
- pavimentos permeáveis em parques, quadras de basquete e estacionamentos;
- jardins de chuva e sistemas de biorretenção em escolas e outras instalações públicas;
- zonas úmidas construídas para o gerenciamento do escoamento de águas pluviais.

Algumas dessas instalações reduzem o volume de escoamento que entra no sistema de esgoto combinado envelhecido da cidade e, portanto, reduzem a extensão dos transbordamentos do sistema durante as tempestades.
Outro exemplo dos EUA é a promoção pelo Estado de Maryland de um programa chamado "GreenPrint". O GreenPrint Maryland é o primeiro mapa habilitado para a Web no país que mostra a importância ecológica relativa de cada parcela de terra no estado. Combinando mapas codificados por cores, camadas de informações e fotografias aéreas com abertura e transparência públicas, o Greenprint Maryland aplica a melhor ciência ambiental e Sistemas de Informações Geográficas (GIS) ao trabalho urgente de preservação e proteção de terras ambientalmente críticas. Uma nova e valiosa ferramenta não apenas para tomar decisões sobre a conservação de terras hoje, mas também para criar um consenso público mais amplo e bem informado para o crescimento sustentável e as decisões sobre a preservação de terras no futuro. O programa foi criado em 2001 com o objetivo de "preservar uma extensa rede entrelaçada de terras vitais para a proteção de longo prazo dos recursos naturais do estado, em conjunto com outras iniciativas de crescimento inteligente".
Em abril de 2011, a EPA anunciou a "Strategic Agenda to Protect Waters and Build More Livable Communities through Green Infrastructure" (Agenda estratégica para proteger as águas e construir comunidades mais habitáveis por meio da infraestrutura verde) e a seleção das dez primeiras comunidades a serem parceiras da infraestrutura verde. As comunidades selecionadas foram: Austin, Texas; Chelsea, Massachusetts; Northeast Ohio Regional Sewer District (Cleveland, Ohio); Cidade e Condado de Denver, Colorado; Jacksonville, Flórida; Kansas City, Missouri; Los Angeles, Califórnia; Puyallup, Washington; Condado de Onondaga e Cidade de Syracuse, Nova York; e Washington, D.C.
A Agência Federal de Gestão de Emergências dos EUA (FEMA) também está promovendo a infraestrutura verde como um meio de gerenciar as inundações urbanas (também conhecidas como inundações localizadas).

### Singapura
Desde 2009, duas edições das Diretrizes de Projeto ABC ("Active, Beautiful, Clean") Waters foram publicadas pelo Conselho de Serviços Públicos de Cingapura. A versão mais recente (2011) contém considerações de planejamento e projeto para a integração holística de drenos, canais e reservatórios com o ambiente ao redor. O "Public Utilities Board" incentiva as diversas partes interessadas - proprietários de terras e incorporadores privados - a incorporar os recursos de design do ABC Waters em seus empreendimentos, e a comunidade a adotar essas infraestruturas para fins recreativos e educacionais.
Os principais benefícios descritos no conceito do ABC Waters incluem:
- Tratar o escoamento de águas pluviais mais próximo da fonte de forma natural, sem o uso de produtos químicos, por meio do uso de plantas e meios de solo, de modo que a água mais limpa seja despejada nos cursos d'água e, por fim, em nossos reservatórios;
- Melhorar a biodiversidade e a estética do local;
- Aproximar as pessoas da água e criar novos espaços recreativos e comunitários para que as pessoas possam desfrutar.

### Outros estados

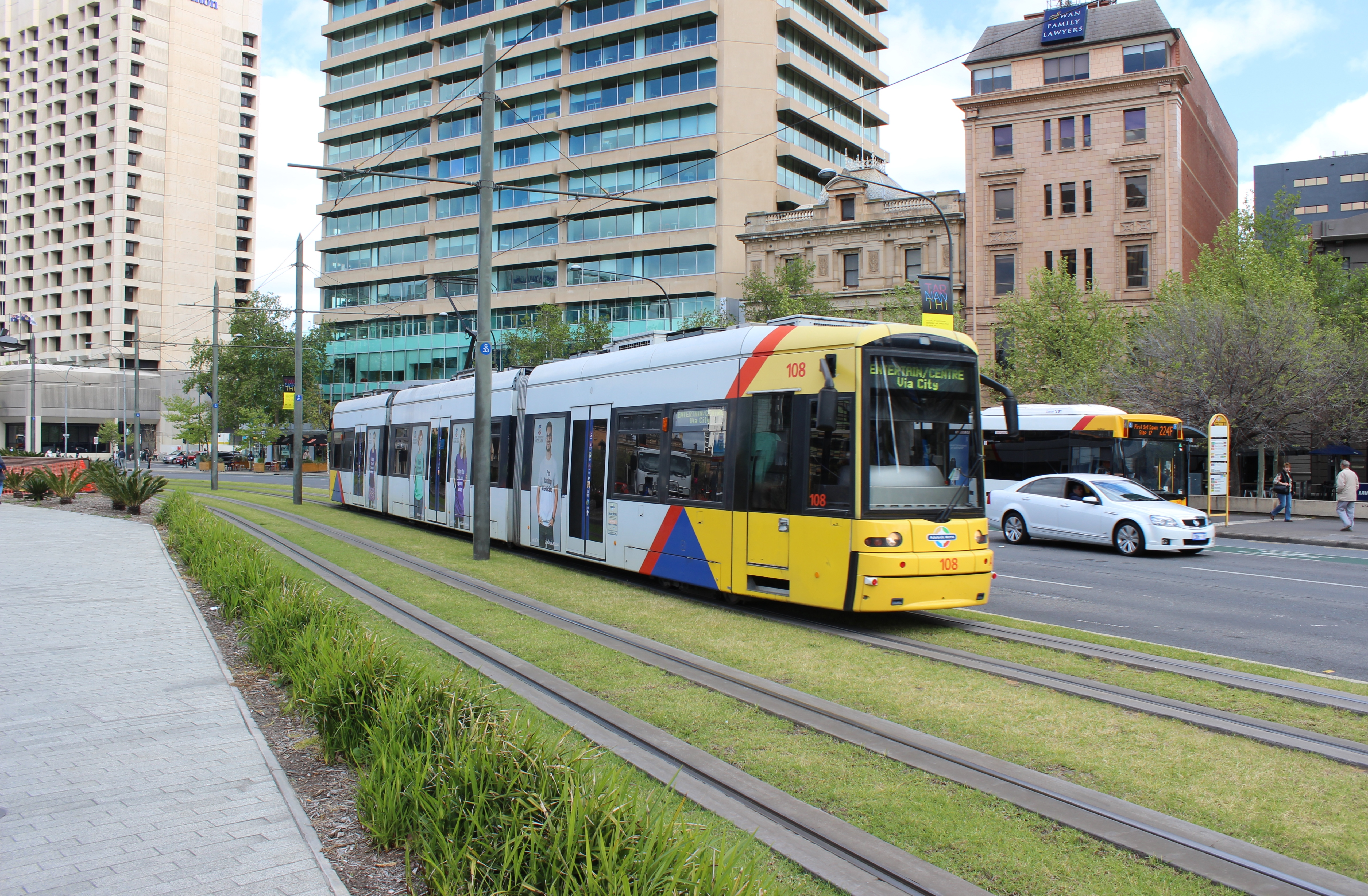
Um bonde circulando em trilhos verdes em Adelaide, Austrália. A substituição de áreas pavimentadas por superfícies verdes permeáveis traz inúmeros benefícios ambientais.

Um documento de 2012 do Overseas Development Institute analisou as evidências dos impactos econômicos da infraestrutura verde (IV) em estados frágeis. Os custos iniciais de construção da infraestrutura verde foram até 8% mais altos do que os projetos de infraestrutura não verde. O financiamento climático não foi capturado adequadamente pelos Estados frágeis para investimentos em infraestrutura verde, e as questões de governança podem prejudicar ainda mais a capacidade de aproveitar ao máximo.

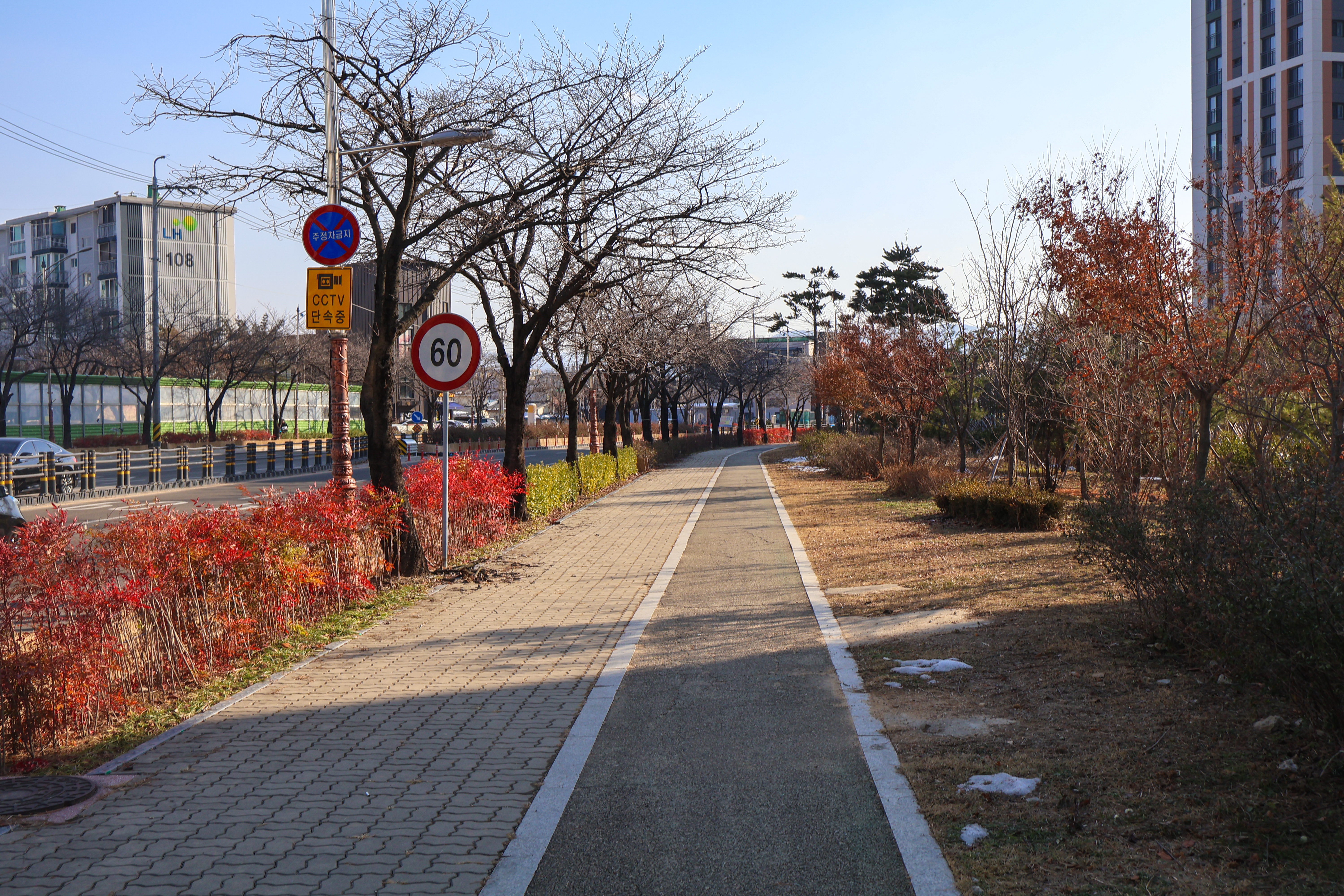
Caminho compartilhado para pedestres e bicicletas em Anseong, província de Gyeonggi, Coreia do Sul.

Os investimentos em IV precisavam de uma forte participação do governo, bem como de capacidades e recursos institucionais que os estados frágeis talvez não possuíssem. A possível redução da pobreza inclui melhores rendimentos agrícolas e maiores taxas de eletrificação rural, benefícios que podem ser transmitidos a outros setores da economia não diretamente ligados ao investimento em IV.
Embora existam exemplos de investimentos em IV que criam novos empregos em vários setores, não está claro quais são as vantagens das oportunidades de emprego em relação aos investimentos tradicionais em infraestrutura. As condições corretas do mercado (ou seja, regulamentações trabalhistas ou demanda de energia) também são necessárias para maximizar as oportunidades de criação de empregos. Esses fatores podem não ser totalmente explorados por governos de estados frágeis que não têm a capacidade de fazê-lo. Os investimentos em IV têm vários benefícios adicionais, incluindo maior segurança energética e melhores resultados na área da saúde, enquanto a possível redução da vulnerabilidade de um país aos efeitos negativos da mudança climática é, sem dúvida, o benefício adicional mais importante para esses investimentos em um contexto de estado frágil.
Há algumas evidências de que as opções de IV são levadas em consideração durante a avaliação do projeto. O envolvimento ocorre principalmente em projetos especificamente concebidos com metas ecológicas, portanto, não há dados que mostrem a tomada de decisões que leve a uma mudança para qualquer alternativa ecológica. As comparações de custos, cobenefícios, benefícios de redução da pobreza ou benefícios de criação de empregos entre as duas tipologias também não são evidentes.
Atualmente, está sendo desenvolvido um padrão internacional para a infraestrutura verde: O "SuRe - The Standard for Sustainable and Resilient Infrastructure" (Padrão para Infraestrutura Sustentável e Resiliente). É um padrão voluntário global que integra os principais critérios de sustentabilidade e resiliência no desenvolvimento e na atualização da infraestrutura. O SuRe é desenvolvido pela "Swiss Global Infrastructure Basel Foundation" e pelo banco francês "Natixis" como parte de um processo com várias partes interessadas. A fundação também desenvolveu o "SuRe SmartScan", uma versão simplificada do Padrão SuRe que serve como uma ferramenta de autoavaliação para desenvolvedores de projetos de infraestrutura. Ela fornece uma análise abrangente e eficiente em termos de tempo dos vários temas cobertos pelo Padrão SuRe, oferecendo uma base sólida para projetos que planejam ser certificados pelo Padrão SuRe no futuro. Após a conclusão do SmartScan, os desenvolvedores de projetos recebem uma avaliação de diagrama de aranha, que indica o desempenho do projeto nos diferentes temas e compara o desempenho com o de outros projetos avaliados pelo SmartScan.

## Exemplos

### Pequim, China

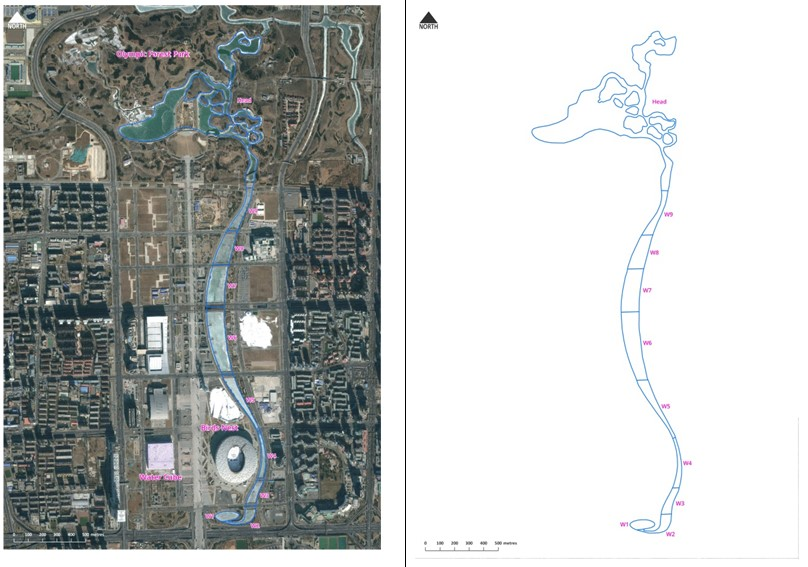
Principal local dos Jogos Olímpicos de Pequim, mostrando o sistema do rio em forma de dragão, com o Lago do Dragão e o Parque Florestal Olímpico no topo (Fonte: Zhou et al., 2017).

Um bom exemplo de aplicação de princípios de infraestrutura verde em escala de paisagem é o local dos Jogos Olímpicos de Pequim. Desenvolvido inicialmente para os Jogos Olímpicos de Verão de 2008, mas também utilizado para os Jogos Olímpicos de Inverno de 2022, o local dos Jogos Olímpicos de Pequim abrange uma grande área de renovação de terrenos industriais abandonados no setor norte da cidade, entre o 4º e o 5º anel viário. A característica central da infraestrutura verde do local das Olimpíadas é o "rio em forma de dragão", um complexo de bacias de retenção e áreas úmidas que cobrem mais de meio milhão de metros quadrados, configurado para parecer, visto do ar, um dragão chinês tradicional.
Além de fazer referência à cultura chinesa, o sistema é capaz de reduzir significativamente as cargas de nutrientes das águas influentes, que são fornecidas por uma instalação de reciclagem de águas residuais próxima.

### Surrey, Colúmbia Britânica
Os fazendeiros alegaram que a inundação de suas terras agrícolas foi causada pelo desenvolvimento suburbano a montante. A inundação foi resultado do escoamento afunilado direcionado para os drenos de tempestade por áreas impermeáveis, que correu sem ser mitigado e não foi absorvido em suas terras agrícolas a jusante. Os fazendeiros receberam uma quantia não revelada de dezenas de milhões de dólares como indenização. As comunidades residenciais de baixa densidade e altamente pavimentadas redirecionam as águas pluviais das superfícies impermeáveis e dos encanamentos para os córregos em velocidades muito maiores do que as taxas de pré-desenvolvimento. Essas práticas não só são prejudiciais ao meio ambiente, como também podem ser caras e ineficientes de manter. Em resposta, a cidade de Surrey optou por empregar uma estratégia de infraestrutura verde e escolheu um local de 250 hectares chamado East Clayton como projeto de demonstração. A abordagem reduziu o fluxo de águas pluviais a jusante e permitiu a infiltração de águas pluviais mais perto, se não em seu ponto de origem. Como resultado, o sistema de águas pluviais em East Clayton tinha a capacidade de reter uma polegada de chuva por dia, representando 90% da chuva anual. A incorporação da infraestrutura verde em Surrey, na Colúmbia Britânica, foi capaz de criar um ambiente sustentável que diminui o escoamento e economizar cerca de US$ 12.000 por residência.

### Nya Krokslätt, Suécia
O local da antiga fábrica Nya Krokslätt, da Suécia, está situado entre uma montanha e um riacho. Os engenheiros dinamarqueses da Ramboll projetaram um conceito de desaceleração e direcionamento das águas pluviais na área com métodos como vegetação combinada com lagoas, córregos e poços de infiltração, bem como zonas climáticas verde-azuladas envidraçadas ao redor dos edifícios que retardam e limpam a água do telhado e a água cinza. O conceito do projeto proporciona um ambiente urbano multifuncional e rico, que inclui não apenas soluções técnicas para edifícios com eficiência energética, mas também a implementação de infraestrutura verde-azulada e serviços de ecossistema em uma área urbana.

### Zurique, Suíça
Desde 1991, a cidade de Zurique tem uma lei que determina que todos os telhados planos (a menos que sejam usados como terraços) devem ser superfícies verdes. As principais vantagens resultantes dessa política incluem o aumento da biodiversidade, o armazenamento da água da chuva e o retardo do escoamento, além da compensação microclimática (extremos de temperatura, balanço de radiação, evaporação e eficiência de filtragem). Os biótopos de telhado são trampolins que, juntamente com as áreas verdes terrestres e as sementes distribuídas pelo vento e pelos pássaros, fazem uma importante contribuição para a infraestrutura verde urbana.

### Duisburg-Nord, Alemanha
Na antiga área industrial do distrito de Ruhr, na Alemanha, Duisburg-Nord é um parque paisagístico que incorpora antigas estruturas industriais e a biodiversidade natural. Os arquitetos Latz & Partner desenvolveram o parque aquático que agora consiste no antigo rio Emscher, subdividido em cinco seções principais: canal de águas claras, dique, canal, desfiladeiro e córrego. O canal aberto de águas residuais do antigo rio Emscher agora é alimentado gradualmente pela coleta de águas pluviais por meio de uma série de barragens e jatos de água. Esse abastecimento gradual significa que, mesmo em longos períodos de seca, a água pode ser fornecida ao rio para repor os níveis de oxigênio. Isso permitiu que o leito canalizado do rio se tornasse um vale com possibilidades de desenvolvimento natural e recreação. Como parte fundamental dos objetivos ecológicos, grande parte das áreas cobertas de vegetação da propriedade foi incluída no plano, pois se descobriu que elas contêm uma grande diversidade de flora e fauna, incluindo espécies ameaçadas da lista vermelha. Outro tema importante no desenvolvimento do plano foi tornar o sistema de água visível, a fim de estimular um relacionamento entre os visitantes e a água.

### New York Sun Works Center, EUA
O "Projeto Greenhouse" foi iniciado em 2008 por um pequeno grupo de pais e educadores de escolas públicas para facilitar o aprendizado prático, não apenas para ensinar sobre alimentação e nutrição, mas também para ajudar as crianças a fazer escolhas conscientes com relação ao seu impacto no meio ambiente. O laboratório é normalmente construído como uma estufa tradicional nos telhados das escolas e acomoda uma fazenda urbana hidropônica e um laboratório de ciências ambientais. Ele inclui painéis solares, sistemas de cultivo hidropônico, um sistema de captação de água da chuva, uma estação meteorológica e uma estação de compostagem. Os principais tópicos de educação incluem nutrição, gerenciamento de recursos hídricos, uso eficiente da terra, mudança climática, biodiversidade, conservação, contaminação, poluição, gerenciamento de resíduos e desenvolvimento sustentável. Os alunos aprendem a relação entre os seres humanos e o meio ambiente e adquirem uma maior apreciação do desenvolvimento sustentável e sua relação direta com a diversidade cultural.

### Hammarby Sjöstad, Estocolmo, Suécia
No início da década de 1990, Hammarby Sjöstad tinha a reputação de ser uma área industrial e residencial degradada, poluída e insegura. Agora, é um novo distrito em Estocolmo, onde a cidade impôs requisitos ambientais rigorosos para edifícios, instalações técnicas e ambiente de tráfego. Uma solução de "ciclo ecológico" denominada "Hammarby Model", desenvolvida pela "Fortum", pela companhia de água da cidade e pela "Stockholm Waste Management Administration", é um sistema integral de energia, resíduos e água para residências e escritórios. O objetivo é criar um ambiente residencial baseado no uso sustentável de recursos. Os exemplos incluem o calor residual das águas residuais tratadas que é usado para aquecer a água no sistema de aquecimento urbano, o escoamento da água da chuva é devolvido ao ciclo natural por meio da infiltração em telhados verdes e piscinas de tratamento, o lodo do tratamento local de águas residuais é reciclado como fertilizante para a agricultura e a silvicultura. Esse modelo sustentável tem sido uma fonte de inspiração para muitos projetos de desenvolvimento urbano, incluindo o "Waterfront" de Toronto (Canadá), o "New Wembley" de Londres e várias cidades/áreas urbanas na China.

### Emeryville, Califórnia, EUA
A EPA apoiou a cidade de Emeryville, na Califórnia, no desenvolvimento das "Diretrizes de águas pluviais para o redesenvolvimento verde e denso". Emeryville, que é um subúrbio de São Francisco, começou na década de 1990 a recuperar, remediar e redesenvolver os muitos campos dentro de suas fronteiras. Esses esforços provocaram uma recuperação econômica bem-sucedida. A cidade não parou por aí e decidiu, na década de 2000, aproveitar o progresso do redesenvolvimento para obter resultados ambientais ainda melhores, especialmente no que se refere ao escoamento de águas pluviais, exigindo, em 2005, o uso de práticas de IV no local em todos os novos projetos de desenvolvimento privado. A cidade enfrentou vários desafios, incluindo um lençol freático alto, fluxos de maré, solos argilosos, solo e água contaminados e poucas áreas naturais absorventes entre as parcelas pavimentadas e principalmente impermeáveis dos locais industriais existentes e reformados. As diretrizes e um modelo de planilha que as acompanha foram desenvolvidos para aproveitar ao máximo os locais de renovação para o tratamento de águas pluviais. As principais estratégias se enquadram em várias categorias:
- Reduzir a necessidade, o espaço e o impacto sobre as águas pluviais do estacionamento de veículos motorizados por meio de densidades maiores, limites de altura e proporções de área útil; estacionamento compartilhado, empilhado, interno e separado para automóveis; fazer o melhor uso possível do estacionamento na rua e das estratégias de preços; compartilhamento de carros; transporte de massa gratuito em toda a cidade; exigência de uma vaga de estacionamento coberta e segura para bicicletas por quarto e melhor infraestrutura viária para bicicletas e pedestres;
- Características de projetos paisagísticos sustentáveis, como preservação de árvores e volumes mínimos de solo enraizável para o plantio de novas árvores, uso de solos estruturais, sistemas de pavimentação suspensa, estratégias de biorretenção e biofiltração e exigência do uso de práticas holísticas de paisagismo amigável às baías;[120]
- Armazenamento e coleta de água por meio de cisternas e contêineres no telhado;
- Outras estratégias para tratar ou infiltrar a água em locais de desenvolvimento e reforma.

### Gowanus Canal Sponge Park, Nova York, EUA
O canal Gowanus, no Brooklyn, Nova York, é delimitado por várias comunidades, incluindo "Park Slope", "Cobble Hill", "Carroll Gardens" e "Red Hook". O canal desemboca no porto de Nova York. Concluído em 1869, o canal já foi uma importante rota de transporte para as cidades então separadas do Brooklyn e da cidade de Nova York. Fábricas de gás manufaturado, moinhos, curtumes e fábricas de produtos químicos estão entre as muitas instalações que operavam ao longo do canal. Como resultado de anos de descargas, escoamento de águas pluviais, saídas de esgoto e poluentes industriais, o canal se tornou um dos corpos d'água mais contaminados do país. Os contaminantes incluem PCBs, resíduos de alcatrão de carvão, metais pesados e orgânicos voláteis. Em 2 de março de 2010, a EPA incluiu o canal em sua Lista de Prioridades Nacionais (NPL) do "Superfund". A inclusão do canal na lista permite que a agência investigue mais a fundo a contaminação no local e desenvolva uma abordagem para lidar com a contaminação.
Após a designação para a NPL, várias empresas tentaram redesenhar a área ao redor do canal para atender aos princípios da EPA. Uma das propostas foi o "Gowanus Canal Sponge Park", sugerido por Susannah Drake do "DLANDstudio", uma empresa de arquitetura e paisagismo com sede no Brooklyn. A empresa projetou um sistema de espaço aberto público que retarda, absorve e filtra o escoamento de águas superficiais com o objetivo de remediar a água contaminada, ativar a orla do canal privado e revitalizar o bairro. A característica exclusiva do parque é seu caráter de paisagem funcional, o que significa a capacidade de melhorar o ambiente do canal ao longo do tempo e, ao mesmo tempo, apoiar o envolvimento do público com o ecossistema do canal. O parque foi citado em um prêmio profissional da Sociedade Americana de Arquitetos Paisagistas (SAAP), na categoria "Análise e Planejamento", em 2010.

### Lafitte Greenway, New Orleans, Louisiana, US
O "Lafitte Greenway" em Nova Orleans, Louisiana, é um esforço de revitalização pós furacão Katrina que utiliza a infraestrutura verde para melhorar a qualidade da água e apoiar o habitat da vida selvagem. O local era anteriormente um corredor industrial que conectava o Bairro Francês ao Bayou St. John e ao Lago Pontchartrain. Parte do plano de revitalização era incorporar a infraestrutura verde para a sustentabilidade ambiental. Uma estratégia para atenuar as inundações localizadas foi criar campos de recreação que são esculpidos para reter a água durante períodos de chuvas fortes. Outra estratégia foi restaurar a ecologia nativa do corredor, dando atenção especial aos ecótonos que dividem o local. O projeto propôs a adaptação de edifícios históricos com técnicas de gerenciamento de águas pluviais, como sistemas de coleta de águas pluviais, o que permite que os edifícios históricos sejam preservados. Esse projeto recebeu o Prêmio de Excelência da SAAP em 2013.

## Aplicativos de sistemas de informações geográficas
Um sistema de informações geográficas (SIG) é um sistema de computador que permite aos usuários capturar, armazenar, exibir e analisar todos os tipos de dados espaciais na Terra. O SIG pode reunir várias camadas de informações em um único mapa sobre ruas, edifícios, tipos de solo, vegetação e muito mais. Os planejadores podem combinar ou calcular informações úteis, como a porcentagem de área impermeável ou o status da cobertura vegetal de uma região específica para projetar ou analisar o uso da infraestrutura verde. O desenvolvimento contínuo de sistemas de informações geográficas e seu crescente nível de uso são particularmente importantes para o desenvolvimento de planos de infraestrutura verde. Os planos frequentemente se baseiam na análise de SIG de muitas camadas de informações geográficas.

### Plano Diretor de Infraestrutura Verde
De acordo com o "Plano Diretor de Infraestrutura Verde" desenvolvido pela Hawkins Partners, os engenheiros civis usam o SIG para analisar a modelagem de superfícies impermeáveis com dados históricos de precipitação de Nashville dentro do SEC (sistema de esgoto combinado) para encontrar as taxas atuais de escoamento. Os sistemas SIG são capazes de ajudar as equipes de planejamento a analisar as possíveis reduções de volume na região específica para infraestruturas verdes, incluindo coleta de água, telhados verdes, árvores urbanas e medidas de controle estrutural.

## Implementação

### Barreiras
A falta de financiamento é constantemente citada como uma barreira para a implementação da infraestrutura verde. Uma vantagem que os projetos de infraestrutura verde oferecem, entretanto, é que eles geram tantos benefícios que podem competir por uma variedade de fontes de financiamento. Alguns programas de incentivo fiscal administrados por órgãos federais podem ser usados para atrair financiamento para projetos de infraestrutura verde. Aqui estão dois exemplos de programas cujas missões são amplas o suficiente para apoiar projetos de infraestrutura verde:
- O Departamento de Energia dos EUA administra uma série de incentivos fiscais para eficiência energética, e a infraestrutura verde pode ser integrada ao projeto para reivindicar o incentivo. Um exemplo de como isso pode funcionar é encontrado nos Créditos de Construção de Eficiência Energética do Oregon. Em Eugene, Oregon, um novo posto de biocombustível construído em um local abandonado de um posto de gasolina incluiu um telhado verde, biovaletas e jardins de chuva. Nesse caso, créditos fiscais no valor de quase US$ 250.000 reduziram o imposto de renda e o imposto sobre vendas para a empresa privada que construiu e operou o projeto.
- O Departamento do Tesouro dos EUA administra o multibilionário Programa de Crédito Tributário para Novos Mercados, que incentiva o investimento privado em uma série de tipos de projetos (geralmente projetos de desenvolvimento imobiliário ou comercial) em áreas em dificuldades. Os prêmios são alocados a entidades privadas e sem fins lucrativos com base em suas propostas para a distribuição desses benefícios fiscais.[123]

### Benefícios

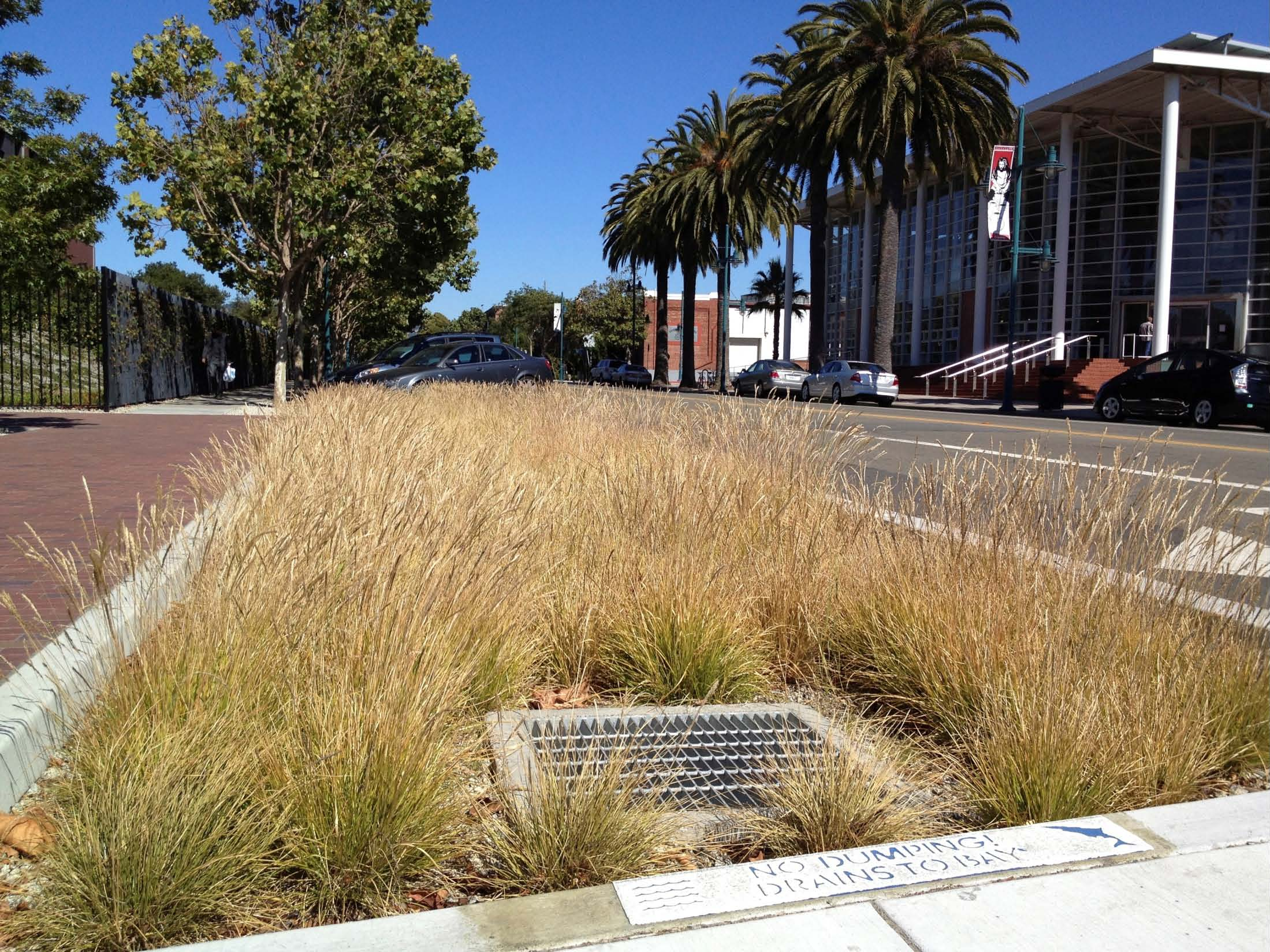
Essa extensão de meio-fio para águas pluviais em Emeryville, Califórnia, oferece um elemento de segurança para pedestres e benefícios para a qualidade das águas pluviais. Ele usa paisagismo amigável à baía e água reciclada para irrigação.

Algumas pessoas podem achar que os espaços verdes são extravagantes e excessivamente difíceis de manter, mas os espaços verdes de alto desempenho podem proporcionar benefícios econômicos, ecológicos e sociais tangíveis. Por exemplo:
- A arborização urbana em um ambiente urbano pode complementar o gerenciamento de águas pluviais e reduzir os custos associados ao uso de energia e ao escoamento superficial;[10]
- Os sistemas de biorretenção [en] podem ser aplicados à criação de um sistema de transporte verde;[10]
- A grama do gramado não é uma resposta para o escoamento, portanto, é necessária uma alternativa para reduzir o escoamento urbano e suburbano de primeiro fluxo (altamente tóxico) e diminuir a velocidade da água para infiltração. Em aplicações residenciais, o escoamento de água pode ser reduzido em 30% com o uso de jardins de chuva no quintal do proprietário. Um tamanho mínimo de 150 pés quadrados até uma faixa de 300 pés quadrados é o tamanho usual considerado para uma residência de propriedade privada. O custo por pé quadrado é de cerca de US$ 5 a US$ 25, dependendo do tipo de plantas usadas e da inclinação de sua propriedade. Árvores nativas, arbustos e plantas herbáceas perenes das zonas úmidas e ribeirinhas são as mais úteis para a desintoxicação do escoamento.

Como resultado, os espaços verdes de alto desempenho trabalham para criar um equilíbrio entre os ambientes construídos e naturais. Observou-se que uma maior abundância de espaços verdes em comunidades ou bairros, por exemplo, promove a participação em atividades físicas entre homens idosos, enquanto mais espaço verde ao redor da casa está associado a uma melhor saúde mental. Além desses benefícios, estudos recentes mostraram que os residentes valorizam muito os aspectos experienciais da infraestrutura verde, enfatizando a importância da estética, do bem-estar e do senso de lugar. Esse foco nos serviços ecossistêmicos culturais sugere que o projeto e a implementação da infraestrutura verde devem priorizar esses elementos, pois eles contribuem significativamente para a percepção de valor e a qualidade de vida geral da comunidade.

### Efeitos econômicos
Um estudo de 2012 com foco em 479 projetos de infraestrutura verde nos Estados Unidos constatou que 44% dos projetos de infraestrutura verde reduziram os custos, em comparação com os 31% que aumentaram os custos. A economia de custos mais notável deveu-se à redução do escoamento de águas pluviais e à diminuição dos custos de aquecimento e resfriamento. A infraestrutura verde geralmente é mais barata do que outras estratégias convencionais de gerenciamento de água. A cidade da Filadélfia, por exemplo, descobriu que um novo plano de infraestrutura verde custaria US$ 1,2 bilhão em um período de 25 anos, em comparação com os US$ 6 bilhões que seriam necessários para financiar um plano de infraestrutura cinza.
Uma infraestrutura verde abrangente na Filadélfia está planejada para custar apenas US$ 1,2 bilhão nos próximos 25 anos, em comparação com mais de US$ 6 bilhões para a infraestrutura "cinza" (túneis de concreto criados para mover a água). De acordo com o novo plano de infraestrutura verde, espera-se que:
- 250 pessoas serão empregadas anualmente em empregos verdes;
- Até 1,5 bilhão de libras de emissão de dióxido de carbono serão evitadas ou absorvidas por meio da infraestrutura verde a cada ano (o equivalente a remover cerca de 3.400 veículos das estradas);
- A qualidade do ar melhorará devido a todas as novas árvores, telhados verdes e parques;
- As comunidades serão beneficiadas em termos sociais e de saúde;
- Cerca de 20 mortes por asma serão evitadas;
- 250 dias a menos de trabalho ou escola serão perdidos;
- As mortes causadas pelo calor urbano excessivo também poderão ser reduzidas em 250 em 20 anos;
- A nova vegetação aumentará os valores das propriedades em US$ 390 milhões em 45 anos, aumentando também os impostos sobre a propriedade que a cidade recebe.

Espera-se que um plano de infraestrutura verde na cidade de Nova York custe US$ 1,5 bilhão a menos do que uma abordagem comparável de infraestrutura cinza. Além disso, somente os sistemas verdes de gerenciamento de águas pluviais economizarão US$ 1 bilhão, a um custo de cerca de US$ 0,15 a menos por galão. Os benefícios de sustentabilidade na cidade de Nova York variam de US$ 139 a 418 milhões ao longo dos 20 anos de vida do projeto. Esse plano verde estima que "cada acre totalmente vegetado de infraestrutura verde proporcionaria benefícios anuais totais de US$ 8,522 em redução da demanda de energia, US$ 166 em redução das emissões de CO2, US$ 1.044 em melhoria da qualidade do ar e US$ 4.725 em aumento do valor da propriedade".
Além dos ambiciosos planos e layouts de infraestrutura que oferecem benefícios econômicos e de saúde com o investimento em infraestrutura verde, um estudo realizado em 2016 no Reino Unido analisou a capacidade de "disposição a pagar" dos residentes em resposta à infraestrutura verde. Suas descobertas concluíram que "o investimento em infraestrutura verde urbana que é visivelmente mais verde, que facilita o acesso à infraestrutura verde e a outras comodidades, e que é percebido como promotor de várias funções e benefícios em um único local (ou seja, multifuncionalidade) gera valores mais altos de disposição a pagar. "A obrigação da "disposição a pagar" é pronunciada com a ideia de que os locais de alguns espaços de convivência com funcionalidade e estética têm maior probabilidade de exercer quantidades maiores de capital social e econômico. Ao incentivar os residentes a investirem em infraestrutura verde dentro de suas próprias zonas de desenvolvimento e comunidades, isso permite que o potencial de aumento da receita seja usado para facilitar mais infraestrutura verde, aumentando, em última análise, a "viabilidade econômica" para a ocorrência de projetos futuros.

### Impactos da justiça ambiental
Em cidades como Chicago, os projetos de infraestrutura verde têm como objetivo melhorar o meio ambiente por meio da sustentabilidade e da habitabilidade, mas muitas vezes criam mais preocupações com a justiça social, como a gentrificação. Isso geralmente acontece quando espaços verdes urbanos adicionados em comunidades de baixa renda atraem moradores mais ricos, o que faz com que os valores das propriedades aumentem e desalojem a residência atual das comunidades de baixa renda. Os impactos da gentrificação variam de acordo com a comunidade, com diferentes infraestruturas implementadas, como espaços verdes e avenidas de transporte, juntamente com o tamanho e a localização deles, o que remodela o cenário demográfico e econômico da comunidade. Os desafios de incorporar mais infraestrutura verde com uma meta benéfica para a justiça social geralmente se devem à forma como o governo financia e realiza os projetos. Muitos dos projetos são gerenciados por organizações sem fins lucrativos e, portanto, não são o foco nem as habilidades adequadas necessárias são adquiridas, o que cria um problema maior de justiça social, como a diminuição de moradias a preços acessíveis. Isso faz com que o foco seja em melhorias ambientais e recreativas e negligencia as dimensões socioeconômicas da sustentabilidade. O processo de planejamento da infraestrutura deve considerar os resultados ambientais e, ao mesmo tempo, integrar considerações de equidade social.
Os impactos da gentrificação verde [en] sobre as comunidades locais podem, em última análise, contradizer os aspectos positivos trazidos inicialmente pela infraestrutura sustentável e verde. A infraestrutura verde, como o aumento dos espaços verdes ou a facilidade de caminhar nas cidades, pode melhorar o bem-estar das pessoas que vivem nas comunidades, mas, na maioria das vezes, às custas da dispersão das populações em situação de rua ou das pessoas com baixa acessibilidade à moradia que vivem nas futuras áreas do projeto de melhoria urbana. Para combater os efeitos negativos da gentrificação que ocorrem como um subproduto da implementação aleatória da infraestrutura verde, é necessário abordar diferentes "barreiras críticas" que atuam como componentes que proíbem a moradia acessível. As cinco principais barreiras que precisam ser abordadas em políticas e legislações futuras para as comunidades são: "(i) barreiras relacionadas ao retrofit verde; (ii) relacionadas ao mercado de terras; (iii) relacionadas a incentivos; (iv) relacionadas ao mercado imobiliário e (v) relacionadas à infraestrutura".
O sucesso da implementação da infraestrutura verde em comunidades que sofreram injustiças ambientais, como exposição excessiva à poluição ou falta de moradias a preços acessíveis, depende da interação e da colaboração dos gerentes de projeto que supervisionam os locais de infraestrutura verde com os moradores da comunidade. As preocupações mais proeminentes levantadas pelos residentes em uma comunidade em Nova Jersey citaram preocupações com relação à manutenção e conservação da futura infraestrutura verde para águas pluviais (IVAP), a necessidade de que os futuros projetos de IVAP sejam multifacetados em vez de universais entre as comunidades e a defesa da implementação da justiça ambiental nos esboços do projeto, já que "os projetos de IVAP, como parte de iniciativas mais amplas de melhorias ecológicas da comunidade, não garantem automaticamente a justiça ambiental e a equidade na saúde, que podem estar ausentes em muitas cidades em declínio". É importante compreender as capacidades ambientais e econômicas que a infraestrutura verde pode proporcionar, mas a desigualdade ambiental em relação à possibilidade de acesso a esses espaços deve ser considerada na aplicação da infraestrutura verde nas comunidades. A necessidade imperativa de se concentrar nas comunidades com menos acessibilidade aos serviços ecossistêmicos e à infraestrutura verde é uma parte importante para garantir que todas as comunidades e residentes sintam os benefícios e os efeitos da implementação.

### Iniciativas
Um programa que integrou a infraestrutura verde a projetos de construção em todo o mundo é a certificação "Leadership in Energy and Environmental Design" (LEED). Esse sistema oferece uma classificação de referência para bairros e edifícios verdes [en], quantificando com credibilidade a responsabilidade ambiental de um projeto. O programa LEED incentiva o desenvolvimento que usa recursos de forma eficiente. Por exemplo, ele oferece créditos específicos para reduzir o uso de água em ambientes internos e externos, otimizar o desempenho energético, produzir energia renovável e minimizar ou reciclar os resíduos do projeto. Duas iniciativas do LEED que promovem diretamente o uso de infraestrutura verde incluem o gerenciamento de águas pluviais e os créditos de redução da ilha de calor. Um exemplo de desenvolvimento de bairro com certificação LEED bem-sucedido é o desenvolvimento orientado ao transporte (DOT) da "9th Street" e "Berks Street" na Filadélfia, Pensilvânia, que obteve a classificação de nível Platinum em 12 de outubro de 2017.
Outra abordagem para a implementação de infraestrutura verde foi desenvolvida pelo "International Living Future Institute". O "Desafio da Comunidade Viva" avalia uma comunidade ou cidade em vinte aspectos diferentes de sustentabilidade. Notavelmente, o desafio considera se o desenvolvimento alcança um uso líquido positivo de água e energia e se utiliza materiais reutilizáveis.